# XI Cuerpo de Ejército (Bando republicano)
El XI Cuerpo de Ejército fue una formación militar perteneciente al Ejército Popular de la República que luchó durante la Guerra Civil Española. Durante la contienda estuvo desplegado en los frentes de Aragón, Segre y Cataluña.

## Historial
La unidad fue creada en junio de 1937, en el seno del Ejército del Este. Quedó compuesto por las divisiones 26.ª, 27.ª y 32.ª, teniendo su cuartel general en Sariñena. Cubría la línea del frente que iba desde el sur de Huesca —en unión con el X Cuerpo de Ejército— hasta el río Ebro —donde, a su vez, se unía con el XII Cuerpo de Ejército—. Durante los siguientes meses algunas de sus fuerzas intervinieron en las ofensivas de Zaragoza y Belchite, las cuales, sin embargo, no dieron los frutos apetecidos.
En la primavera de 1938, durante la campaña de Aragón, las fuerzas del XI Cuerpo de Ejército no fueron capaces de hacer frente a la presión de las unidades franquistas. Para comienzos de abril los restos del cuerpo de ejército había establecido sus posiciones a lo largo de la línea defensiva del río Segre. Durante los siguientes meses no tomó parte en operaciones militares de relevancia, reorganizando sus maltrechas fuerzas tras la retirada en Aragón. Tras el comienzo de la campaña de Cataluña mantuvo la resistencia en sus posiciones defensiva, logrando algunas unidades ofrecer una fuerte oposición —como fue el caso de la 26.ª División—. A pesar de ello, la presión enemiga no remitió y a comienzos de 1939 el XI Cuerpo de Ejército se vio obligado a retirarse hacia la frontera francesa junto al resto del Ejército del Este.

## Mandos
Comandantes
- teniente coronel de infantería Alfonso Reyes González-Cárdenas;[n. 1]
- comandante de infantería Antonio Gil Otero;[5][6]
- comandante de infantería Bartolomé Muntané Cirici;[7]
- teniente coronel de Carabineros Francisco Galán Rodríguez;[8]
- teniente coronel de infantería Manuel Márquez Sánchez de Movellán;

Comisarios
- Juan Manuel Molina, de la CNT;[9]
- Julián Muñoz Lizcano, del PSOE;[10][11]

Jefes de Estado Mayor
- comandante de Estado Mayor Ricardo Clavería Iglesias;
- coronel de infantería Mariano Fernández Berbiela;[7]
- mayor de milicias Antonio Muñoz Lizcano;

## Orden de Batalla
| Fecha                   | Ejército adscrito | Divisiones integradas   | Frente de batalla |
| Junio de 1937           | Ejército del Este | 26.ª, 27.ª y 32.ª       | Aragón            |
| Octubre de 1937         | Ejército del Este | 26.ª, 32.ª, 44.ª y 45.ª | Aragón            |
| Diciembre de 1937       | Ejército del Este | 26.ª y 32.ª             | Aragón            |
| 19 de abril de 1938     | Ejército del Este | 26.ª, 30.ª y 32.ª       | Segre             |
| 3 de septiembre de 1938 | Ejército del Este | 26.ª y 34.ª             | Segre             |
| Diciembre de 1938       | Ejército del Este | 26.ª, 32.ª y 30.ª       | Segre             |
| 2 de enero de 1939      | Ejército del Este | 30.ª y 31.ª             | Segre             |